# Steffen De Schuyteneer
Steffen De Schuyteneer (* 24. Februar 2005 in Geraardsbergen) ist ein belgischer Radrennfahrer, der im Straßenradsport aktiv ist.

## Sportlicher Werdegang
Schon als Junior konnte De Schuyteneer zahlreiche Erfolge erringen, dabei war er sowohl im Sprint als auch im Zeitfahren erfolgreich. Sein wichtigster Erfolg war 2023 der Gewinn des Grote Prijs André Noyelle, des Juniorenrennens von Gent–Wevelgem. Mit dem Wechsel in die U23 wurde er 2024 Mitglied im Lotto Dstny Development Team. Bereits in der ersten Saisonhälfte stand er mehrfach auf dem Podium, unter anderem bei der Tour des 100 Communes, der Tour du Loir-et-Cher und beim Grand Prix de la Ville de Lillers. Seinen ersten Sieg erzielte er mit dem Gewinn der fünften Etappe des Giro Next Gen, die er im Massensprint für sich entschied. Bei der Tour of Taihu Lake war er mit einem Etappenerfolg erstmals bei einem Rennen der UCI ProSeries erfolgreich.
Zur Saison 2025 erhielt De Schuyteneer einen Profivertrag beim UCI ProTeam von Lotto Dstny.

## Erfolge
2022
- Mannschaftszeitfahren Sint-Martinusprijs Kontich
- eine Etappe Keizer der Juniores
- Nachwuchswertung SPIE Internationale Junioren Driedaagse

2023
- eine Etappe Guido Reybrouck Classic
- Grote Prijs André Noyelle
- Gesamtwertung, eine Etappe und Mannschaftszeitfahren Sint-Martinusprijs Kontich
- zwei Etappen Keizer der Juniores

2024
- eine Etappe Giro Next Gen
- Nachwuchswertung Tour du Loir-et-Cher
- Punktewertung West Bohemia Tour
- eine Etappe Tour of Taihu Lake